# Félix-Gabriel Marchand
Pour les articles homonymes, voir Marchand.
Félix-Gabriel Marchand, né le 9 janvier 1832 à Saint-Jean-sur-Richelieu et mort le 25 septembre 1900 à Québec, est un journaliste, officier supérieur de la milice canadienne, écrivain, notaire et homme politique québécois. Il devient premier ministre du Québec le 27 mai 1897, poste qu'il occupe sous la bannière du Parti libéral du Québec, jusqu'au 25 septembre 1900, date à laquelle il meurt dans l'exercice de ses fonctions.

## Biographie
Né à Saint-Jean-sur-Richelieu le 9 janvier 1832, il est le fils de Gabriel Marchand et Mary McNider, une femme de confession anglicane et d'ascendance écossaise. Après avoir commencé son éducation dans une école primaire anglaise, son père l'inscrit en 1843 au collège de Chambly afin qu'il apprenne le français. De 1845 à 1849, il devient étudiant au séminaire de Saint-Hyacinthe.
Parfaitement bilingue, Marchand devient journaliste et écrivain. Il écrira notamment pour le journal Le Canada Français pendant plusieurs décennies. Il devient notaire et pratique cette profession pendant 45 ans, sans toutefois délaisser le journalisme et l'écriture.
En décembre 1862, Marchand participe à la création d'une compagnie d’infanterie de la milice volontaire qui est incorporée en mai 1863 au 21e bataillon de milice nouvellement formé. Marchand devient alors capitaine et commande une compagnie, puis est promu en juin 1866 lieutenant-colonel et commandant du 21e bataillon. Sous son commandement, le bataillon est mobilisé en juin 1866 et au printemps de 1870 afin de surveiller la frontière menacée par les raids féniens. Marchand demeure en service actif dans la milice jusqu'en 1880.
Il est élu à l'Assemblée législative du Québec lors des élections générales québécoises de 1867 et conserve son siège pendant 33 ans, jusqu'à sa mort. En 1878, il est membre du gouvernement Joly De Lotbinière comme secrétaire provincial. En 1887, le premier ministre Honoré Mercier le nomme à la présidence de l'Assemblée législative. Il est chef de l'opposition de 1892 à 1897 puis remporte l'élection générale de 1897 en tant que chef du Parti libéral du Québec.
Le gouvernement Marchand adopte une vigoureuse politique de développement et d’exploitation des ressources naturelles lui permettant d’éliminer le déﬁcit qui se chiffrait alors à un million de dollars.

En tant que premier ministre, Marchand tente de créer un ministère de l'Éducation en 1898. À l'époque, l'éducation était entièrement aux mains du clergé de l'Église catholique romaine dans la province. Le projet de loi est adopté par l'Assemblée législative (la chambre basse de la législature du Québec à l'époque) mais est défait par le Conseil législatif (la chambre haute). Ce n'est qu'en 1964 qu'un ministère de l'Éducation est enfin créé au Québec.

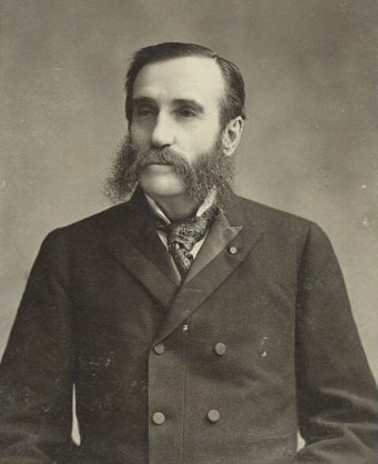
Félix-Gabriel Marchand, ca. 1897.

Félix-Gabriel Marchand est toujours en poste lorsqu'il meurt le 25 septembre 1900 à Québec. Il est le premier premier ministre de l'histoire du Québec à mourir en exercice. Sa dépouille est exposée à l'Assemblée législative et il a droit à des funérailles nationales grandioses. Il est enterré au cimetière Notre-Dame-de-Belmont à Québec.
Marchand fut également l'auteur de poèmes et de pièces de théâtre, dont Les Faux brillants, paraphrasée par le dramaturge Jean-Claude Germain dans les années 1970. Marchand est en outre le librettiste de l'opéra Le Lauréat, musique de Joseph Vézina, créé par la Société symphonique de Québec (actuel Orchestre symphonique de Québec) en mars 1906. Le rôle-titre fut créé par le ténor et futur juge Jules-Arthur Gagné.

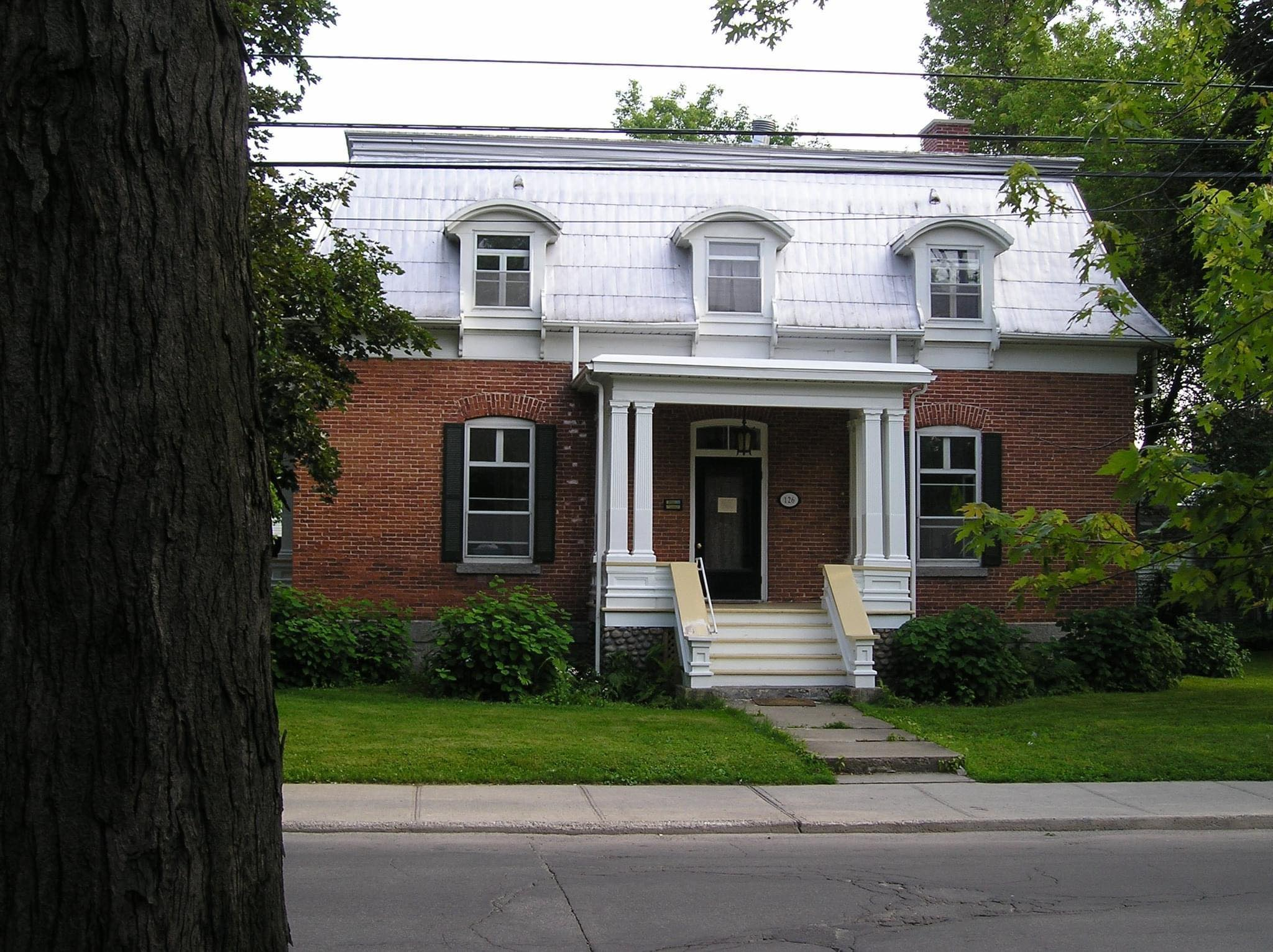
La maison de Félix-Gabriel Marchand à St-Jean-sur-Richelieu

Il est le père de Joséphine Marchand (qui signait aussi madame Dandurand), journaliste et pionnière du mouvement féministe. La famille habite au 126, rue St-Charles à St-Jean-sur-le-Richelieu.
Il est le beau-père du sénateur Raoul Dandurand, et arrière-grand-père du cinéaste Michel Brault.
Une plaque commémorative placée sur la maison de son gendre, rue Sainte-Ursule dans le Vieux-Québec, (où il est décédé) rappelle sa mémoire. Deux ponts portent également son nom : le pont couvert Félix-Gabriel-Marchand construit en 1898 à Mansfield-et-Pontefract et le pont Félix-Gabriel-Marchand construit en 1958 à Saint-Jean-sur-Richelieu. Son nom est aussi donné à l'école Félix-Gabriel-Marchand, qui fusionne en 2011 avec l'école Beaulieu pour former l'école Joséphine-Dandurand, nommée en hommage à sa fille.
Le fonds d'archives de Félix-Gabriel Marchand est conservé au centre d'archives de Québec de Bibliothèque et Archives nationales du Québec.

## Généalogie

Registres de l'état civil du Québec
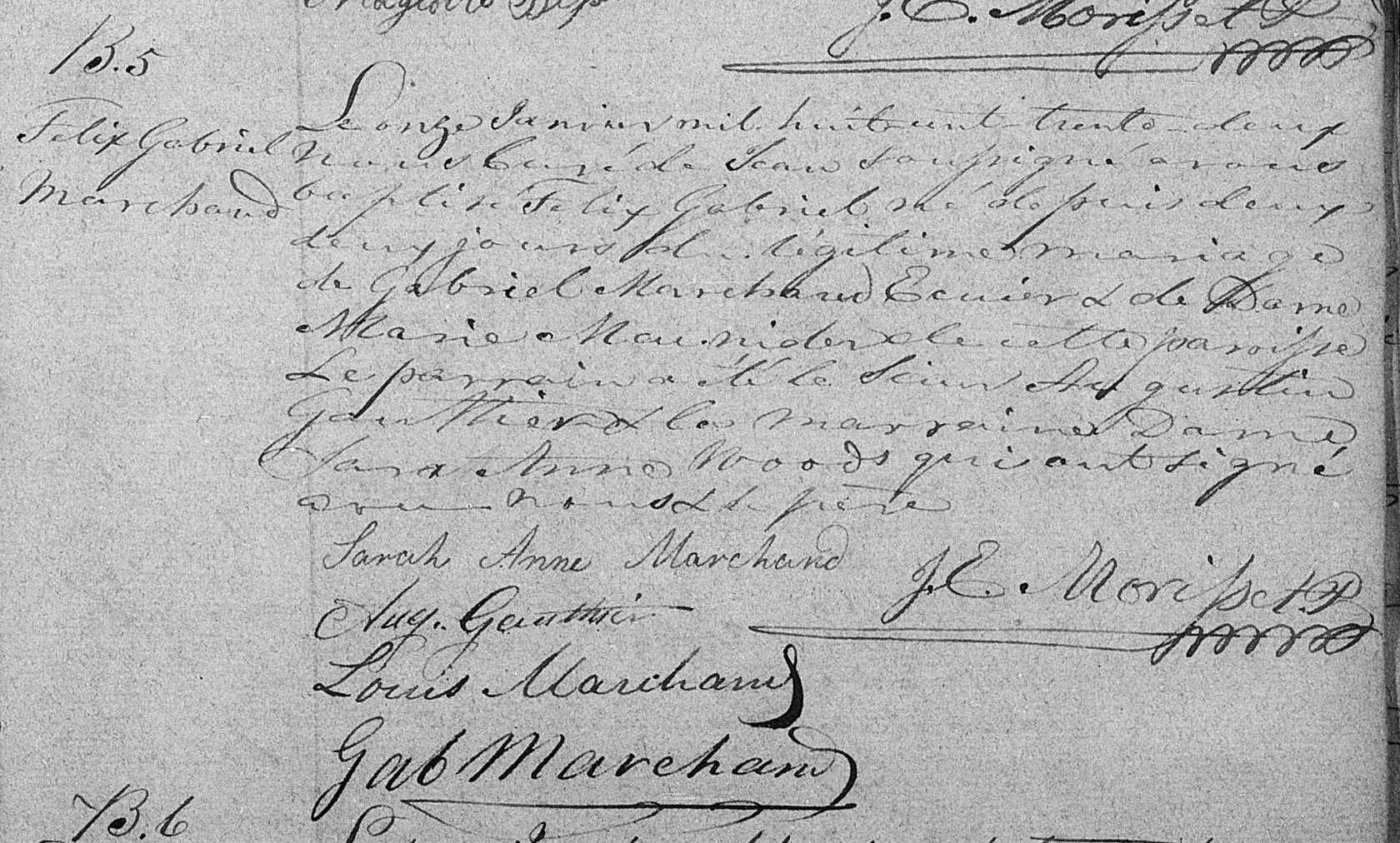
Acte de baptême de Felix Gabriel Marchand. 11 janvier 1832. Paroisse Saint-Jean-l'Évangéliste-de-Dorchester de la ville de Saint-Jean.
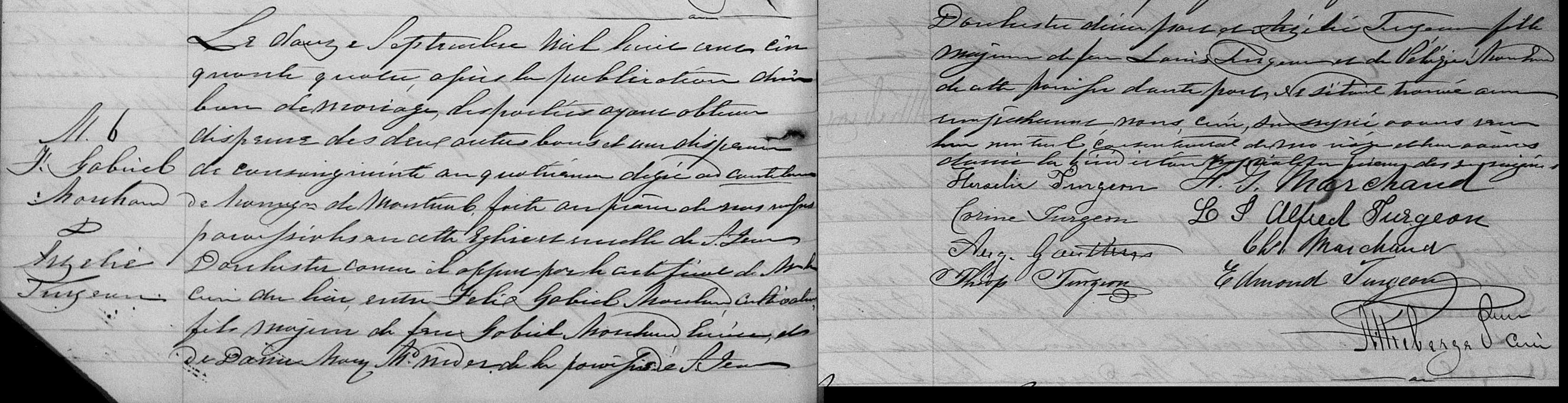
Acte de mariage entre Felix Gabriel Marchand et Herzelie Turgeon. 12 septembre 1854. Paroisse Saint-Louis-de-Terrebonne de la ville de Saint-Louis-de-Terrebonne.
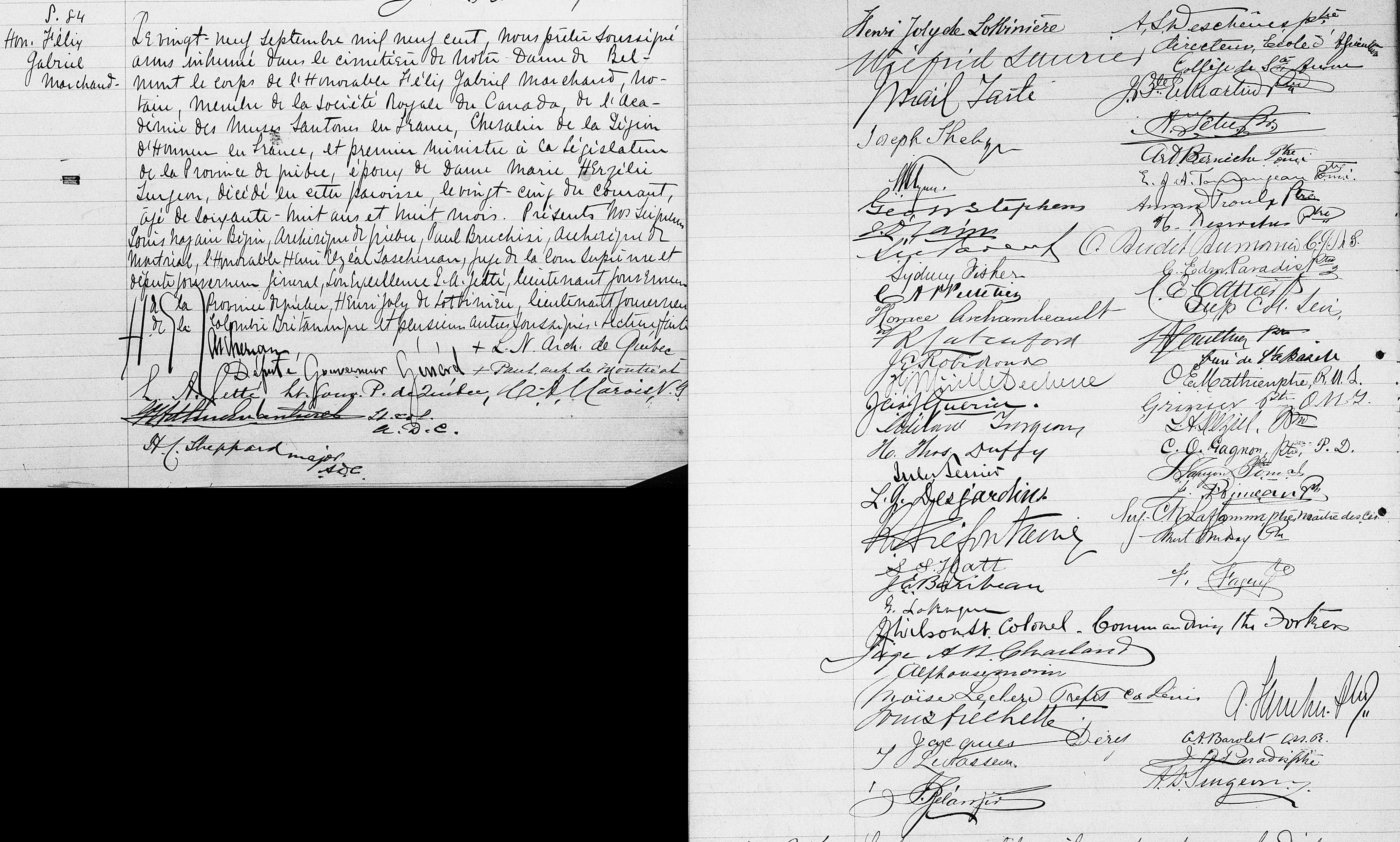
Acte de sépulture de Félix Gabriel Marchand. 29 septembre 1900. Paroisse Notre-Dame-de-Québec de la ville de Québec.

## Hommages
La rue Félix-Gabriel-Marchand à Québec est nommé en son honneur.
Le pont Félix-Gabriel-Marchand à Saint-Jean-sur-Richelieu est nommé en son honneur.
Félix-Gabriel Marchand est aussi à l'honneur dans l'immense fresque au cœur du Vieux-Saint-Jean, à Saint-Jean-sur-Richelieu.Ville de Saint-Jean-sur-Richelieu

### Monument Félix-Gabriel-Marchand
Le monument est une initiative du député de Saint-Jean à l'Assemblée nationale, Dave Turcotte, en collaboration avec la Ville de Saint-Jean-sur-Richelieu et la Société d’histoire du Haut-Richelieu. Il vise à faire connaître et reconnaître l’important apport de ce grand homme au patrimoine historique de la municipalité. Ce projet reçoit l'appui de nombreux partenaires, dont la Chambre des notaires du Québec, la Commission de la capitale nationale du Québec, la Chambre de commerce et de l’industrie du Haut-Richelieu, l'Hôtel Relais des gouverneurs de Saint-Jean-sur-Richelieu, le journal Le Canada Français et le Théâtre de Grand-Pré de L'Acadie.

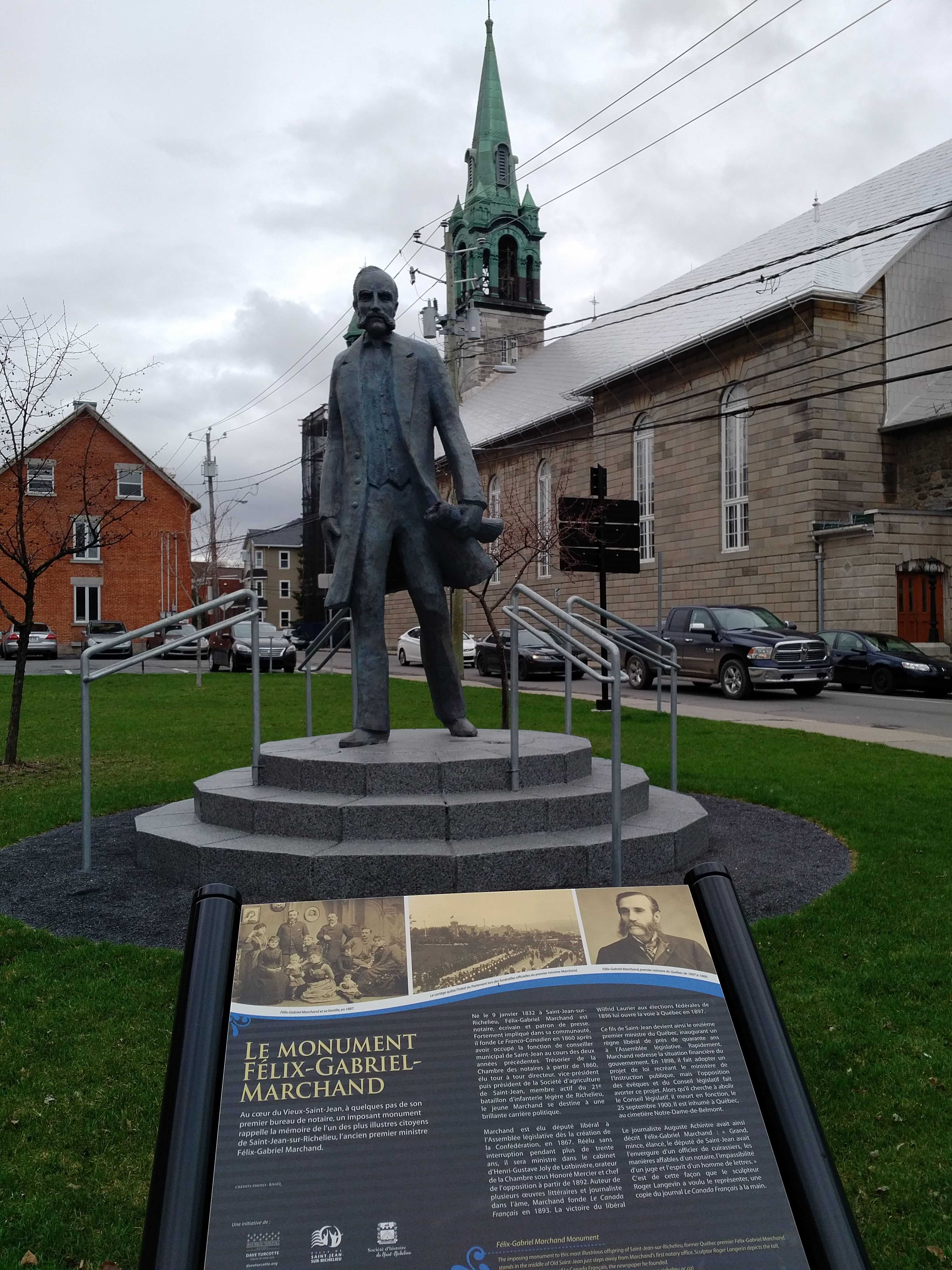
Saint-Jean-sur-Richelieu, Monument Félix-Gabriel-Marchand à la Cathédrale Saint-Jean-l'Évangéliste.

Le sculpteur et professeur à l’Université du Québec à Rimouski, Roger Langevin, est sélectionné pour la réalisation de la sculpture. Posée sur un socle en escalier, la sculpture mesure 11 pieds de haut et représente le Félix-Gabriel Marchand debout, tenant un journal Le Canada Français à la main. Elle est exécutée en un type de composite nommée « résilice », un matériau non dégradable qui rivalise en beauté et en durabilité avec les matériaux nobles que sont le bronze, l’acier et l’aluminium. L'œuvre est située près du bureau de notaire occupé autrefois par Félix-Gabriel Marchand, à l’angle des rues Saint-Jacques et Jacques-Cartier Nord à Saint-Jean-sur-Richelieu.

## Distinctions
- Officier de l'Instruction publique de France en 1879[9]
- Doctorat en lettres honoris causa de l'Université Laval en 1891[9]
- Officier de la Légion d'honneur en 1898[9]
- Membre de l'Académie des muses santones de France en 1883[9]
- Décoré des palmes d'officier de l'Académie du gouvernement français[9]

## Résultats électoraux

### Résultats électoraux de Félix-Gabriel Marchand
|       | Nom                    | Parti   | Nombre de voix | %      | Maj. |
| ----- | ---------------------- | ------- | -------------- | ------ | ---- |
|       | Félix-Gabriel Marchand | Libéral | 684            | 54,6 % | 115  |
|       | J. Bissonnette         | Libéral | 569            | 45,4 % | -    |
| Total | Total                  | Total   | 1 253          | 100 %  |      |

|       | Nom                              | Parti   | Nombre de voix    | %                 | Maj.              |
| ----- | -------------------------------- | ------- | ----------------- | ----------------- | ----------------- |
|       | Félix-Gabriel Marchand (sortant) | Libéral | (sans opposition) | (sans opposition) | (sans opposition) |
| Total | Total                            | Total   | -                 | -                 |                   |

|       | Nom                              | Parti        | Nombre de voix | %      | Maj. |
| ----- | -------------------------------- | ------------ | -------------- | ------ | ---- |
|       | Félix-Gabriel Marchand (sortant) | Libéral      | 739            | 60,6 % | 258  |
|       | Louis-Lévy Roy                   | Conservateur | 481            | 39,4 % | -    |
| Total | Total                            | Total        | 1 220          | 100 %  |      |

|       | Nom                              | Parti        | Nombre de voix | %      | Maj. |
| ----- | -------------------------------- | ------------ | -------------- | ------ | ---- |
|       | Félix-Gabriel Marchand (sortant) | Libéral      | 927            | 58,6 % | 272  |
|       | Louis-Lévy Roy                   | Conservateur | 655            | 41,4 % | -    |
| Total | Total                            | Total        | 1 582          | 100 %  |      |

|       | Nom                              | Parti   | Nombre de voix    | %                 | Maj.              |
| ----- | -------------------------------- | ------- | ----------------- | ----------------- | ----------------- |
|       | Félix-Gabriel Marchand (sortant) | Libéral | (sans opposition) | (sans opposition) | (sans opposition) |
| Total | Total                            | Total   | -                 | -                 |                   |

|       | Nom                              | Parti        | Nombre de voix | %      | Maj. |
| ----- | -------------------------------- | ------------ | -------------- | ------ | ---- |
|       | Félix-Gabriel Marchand (sortant) | Libéral      | 888            | 59,7 % | 288  |
|       | Philippe Pelletier               | Conservateur | 600            | 40,3 % | -    |
| Total | Total                            | Total        | 1 488          | 100 %  |      |

|       | Nom                              | Parti        | Nombre de voix | %      | Maj. |
| ----- | -------------------------------- | ------------ | -------------- | ------ | ---- |
|       | Félix-Gabriel Marchand (sortant) | Libéral      | 917            | 65,6 % | 436  |
|       | Antoine-David Girard             | Conservateur | 481            | 34,4 % | -    |
| Total | Total                            | Total        | 1 398          | 100 %  |      |

|       | Nom                              | Parti        | Nombre de voix | %      | Maj. |
| ----- | -------------------------------- | ------------ | -------------- | ------ | ---- |
|       | Félix-Gabriel Marchand (sortant) | Libéral      | 954            | 54,8 % | 167  |
|       | Jacques-E. Molleur               | Conservateur | 787            | 45,2 % | -    |
| Total | Total                            | Total        | 1 741          | 100 %  |      |

|       | Nom                              | Parti        | Nombre de voix | %      | Maj. |
| ----- | -------------------------------- | ------------ | -------------- | ------ | ---- |
|       | Félix-Gabriel Marchand (sortant) | Libéral      | 1 164          | 59,9 % | 386  |
|       | Jacques-E. Molleur               | Conservateur | 778            | 40,1 % | -    |
| Total | Total                            | Total        | 1 942          | 100 %  |      |

|       | Nom                              | Parti   | Nombre de voix    | %                 | Maj.              |
| ----- | -------------------------------- | ------- | ----------------- | ----------------- | ----------------- |
|       | Félix-Gabriel Marchand (sortant) | Libéral | (sans opposition) | (sans opposition) | (sans opposition) |
| Total | Total                            | Total   | -                 | -                 |                   |

### Résultats électoraux du Parti libéral du Québec sous Marchand
| Partis | Partis                   | Chef                                   | Candidats | Sièges | Sièges | Voix    | Voix   | Voix    |
| Partis | Partis                   | Chef                                   | Candidats | 1890   | Élus   | Nb      | %      | +/-     |
| --- | ------------------------ | -------------------------------------- | --------- | ------ | ------ | ------- | ------ | ------- |
| | Conservateur             | Charles-Eugène Boucher de Boucherville | 69        | 23     | 51     | 91 579  | 52,4 % | +7,00 % |
| | Libéral                  | Félix-Gabriel Marchand                 | 61        | 43     | 21     | 76 280  | 43,7 % | -0,89 % |
| | Conservateur indépendant | Conservateur indépendant               | 3         | 1      | 1      | 1 126   | 0,6 %  | -0,43 % |
| | Ouvrier                  |                                        | 1         | 1      | 0      | 2 025   | 1,2 %  | -0,08 % |
| | Libéral indépendant      | Libéral indépendant                    | 2         | -      | -      | 1 943   | 1,1 %  | -0,78 % |
| | National                 |                                        | 2         | 5      | 0      | 1 774   | 1 %    | -4,85 % |
| | Indépendant              | Indépendant                            | 1         | -      | -      | 24      | 0 %    | -       |
| Total | Total                    | Total                                  | 139       | 73     | 73     | 174 751 | 100 %  |         |
| Le taux de participation lors de l'élection était de 69,1 % et 1 757 bulletins ont été rejetés. Il y avait 294 335 personnes inscrites sur la liste électorale pour l'élection, toutefois seules 255 455 personnes avaient plus d'un candidat dans leur district. |                          |                                        |           |        |        |         |        |         |

| Partis | Partis                   | Chef                     | Candidats | Sièges | Sièges | Voix    | Voix   | Voix    |
| Partis | Partis                   | Chef                     | Candidats | 1892   | Élus   | Nb      | %      | +/-     |
| --- | ------------------------ | ------------------------ | --------- | ------ | ------ | ------- | ------ | ------- |
| | Libéral                  | Félix-Gabriel Marchand   | 72        | 21     | 51     | 120 300 | 53,3 % | +9,63 % |
| | Conservateur             | Edmund James Flynn       | 67        | 51     | 23     | 98 941  | 43,8 % | -8,59 % |
| | Libéral indépendant      | Libéral indépendant      | 6         | -      | -      | 2 891   | 1,3 %  | +0,17 % |
| | Conservateur indépendant | Conservateur indépendant | 2         | 1      | 0      | 2 210   | 1 %    | +0,34 % |
| | Ouvrier                  |                          | 1         | -      | -      | 388     | 0,2 %  | -0,99 % |
| | Indépendant              | Indépendant              | 1         | -      | -      | 1 049   | 0,5 %  | +0,45 % |
| Total | Total                    | Total                    | 149       | 73     | 74     | 225 779 | 100 %  |         |
| Le taux de participation lors de l'élection était de 68,9 % et 2 393 bulletins ont été rejetés. Il y avait 338 800 personnes inscrites sur la liste électorale pour l'élection, toutefois seules 331 020 personnes avaient plus d'un candidat dans leur district. |                          |                          |           |        |        |         |        |         |